# Jüdische Gemeinde Parroy
Eine Jüdische Gemeinde in Parroy, einer französischen Gemeinde im Département Meurthe-et-Moselle in Lothringen, bestand schon seit dem 18. Jahrhundert.

## Geschichte
Das Dorf wurde im Ersten Weltkrieg völlig zerstört, und die jüdischen Bewohner wanderten schon am Ende des 19. Jahrhunderts nach Einville-au-Jard und Lunéville ab.